# أشلي نايلور
أشلي نايلور (بالإنجليزية: Ashley Naylor)‏ هو عازف قيثارة ومغني وكاتب أغاني أسترالي، ولد في 1970.

## وصلات خارجية
- أشلي نايلور على موقع IMDb (الإنجليزية)
- أشلي نايلور على موقع ميوزك برينز (الإنجليزية)
- أشلي نايلور على موقع أول ميوزيك (الإنجليزية)
- أشلي نايلور على موقع ديسكوغز (الإنجليزية)